# آنوفکا (شهرستان بوزدیاکسکی، باشقیرستان)
آنوفکا (انگلیسی: Annovka, Buzdyaksky District, Republic of Bashkortostan) یک شهرک در شهرستان بوزدیاکسکی باشقیرستان کشور روسیه است.